# Theodor Kewitsch

Traditioneel Pools kerstlied uit:
Teodor Kiewicz: Kancyonał czyli Śpiewnik dla młodzieży, Peplin 1901

Carl Theodor Kewitsch (soms ook: Karl Theodor Kewitsch, of Pools: Teodor Kiewicz) (Posilge (West-Pruisen), nu: Żuławka Sztumska, deelgemeente van Dzierzgoń, 3 februari 1834 – Berlijn, 18 juli 1903) was een Duitse componist, dirigent, organist, trombonist, onderwijzer en muziekrecensent. Hij was een zoon van de organist Ferdinand Theodor Kewitsch, die in 1831 in Posilge (West-Pruisen) onderwijzer was.

## Levensloop
Klewitsch kreeg zijn eerste muziekles van zijn vader en van een mhr. W. Maslon. Hij begon zijn muzikale carrière rond 1854 als trombonist in de militaire muziekkapel van het Infanterie Regiment nr. 21 "von Borcke" (4. Pommersches) in Bydgoszcz, dat toen nog Bromberg heette. Aldaar bewerkte hij ook de Pruisische militaire mars nr. 20, oorspronkelijk van Catterino Cavos in dienst van de Russische Tsaar gecomponeerd, eerst voor trompetterkorps en later voor harmonieorkest. Deze mars werd presenteermars van het eveneens in Bromberg gestationeerde veldartillerie regiment nr. 53.
Later was hij onderwijzer en organist in Wabcz, nu deelgemeente van Stolno, in Schwetz, nu: Świecie, in Graudenz, nu: Grudziądz en vanaf 1866 hoofd aan het Koninklijke Katholieke lerarenopleidingsinstituut (Königliches Katolisches Schullehrer-Seminar) in Berent, nu: Kościerzyna. In 1887 verhuisde hij naar Berlijn en was daar muziekrenzensent van de nieuwe militairmuziek-krant (Neue Militärmusiker-Zeitung) en van de Hannoversche Musikerzeitung.
Naast talrijke bewerkingen van klassieke muziek (bijvoorbeeld Georg Friedrich Händel: Halleluja uit "Messias", voor militaire muziekkapellen) schreef hij ook eigen werk, vooral vocale muziek (koormuziek) en marsen voor harmonieorkest.

## Composities

### Werken voor orkest
- - Balli uit de opera "Cinna" van Carl Heinrich Graun, voor 2 dwarsfluiten, 2 hobo's, 2 fagotten, 2 hoorns en strijkkwintet bewerkt en nieuw geïnstrumenteerd door Theodor Kewitsch[7]

### Werken voor harmonieorkest
- 1897: - Zwei altenglische Militärmärsche, voor trompetterkorps of harmonieorkest, bewerkt door Theodor Kewitsch
- 1898: - Pruisische militaire mars nr. 20 van Catterino Covas, bewerkt en nieuw geïnstrumenteerd door Theodor Kewitsch
- - Erster Marsch des Kurhannoverschen Garde Regiments van Johann Christian Bach voor harmonieorkest, bewerkt door Theodor Kewitsch
- - Zweiter Marsch des Kurhannoverschen Garde Regiments van Johann Christian Bach voor harmonieorkest, bewerkt door Theodor Kewitsch
- - Kreuzritter-Fanfare, van Richard Henrion (1854–1940) voor fanfaretrompetten en harmonieorkest[8], bewerkt door Theodor Kewitsch

### Vocale muziek

#### Werken voor koor
- 1869: - Sex Hymnos ecclesiasticos in Polonia usitatos, op. 2
- 1869: - Missa de Beata Maria Virginae, op. 3 - opgedragen aan: Collegio Mariano Pelplinensi
- 1869: - Missa de apostolis, voor gemengd koor, op. 5
- 1871: - Quatuor Antiphonae de Beata Maria Virgine, quatuor vocibus inaequalibus, voor gemengd koor, op. 7
- 1873: - Missa de Spiritu sancto: vocibus virorum concinenda, voor gemengd koor, op. 15
- 1883: - Beim Becherklang ertönt Gesang, voor gemengd koor - tekst: I. Pleß
- 1883: - Der Sonntag ist gekommen, ein Sträußchen auf den Hut, voor gemengd koor - tekst: August Heinrich Hoffmann von Fallersleben
- 1883: - Die Fahne rauscht, aus tiefstem Herzesgrunde erschalle laut, voor gemengd koor - tekst: Karl Heinemann
- 1895: - Drei Veilchen pflückt ich am Wiesenrand, voor gemengd koor - tekst: Paul Risch
- 1897: - Auswahl von Kirchenliedern für katholische Schulen, voor jeugd- of schoolkoor
- - Das Laub fällt von den Bäumen
- - O laßt mich weiter zieh’n
- - Stern des Abends
- - Verschneit liegt rings die ganze Welt
- - Magnificat, voor gemengd koor[9]
- - Sechs Wanderlieder, voor mannenkoor, op. 17 - tekst: Ludwig Uhland
  1. Lebewohl
  2. Scheiden und Meiden
  3. In der Ferne
  4. Morgenlied
  5. Nachtreise
  6. Heimkehr
- - Volks-Festgesang Deutschlands, voor gemengd koor (of mannenkoor)[10]

#### Liederen
- 1890: - Mein Herzchen, polka-mazurka voor zangstem en piano[11]

### Kamermuziek
- - 2 Tonstücke, voor viool, altviool (of cello) en piano, op. 63

### Werken voor piano
- 1891: - Für fröhliche Kreise, dansalbum
- - Deutsche Kaiser-Huldigungs-Hymne, op. 60

## Publicaties
- Eine Sammlung Kleiner Orgelstücke in den modernen Tonarten, 1871.
- Rede des Seminarmusiklehrers Th. Kewitsch aus Berent (West-Preußen), gehalten auf der 4. General-Versammlung des Cäcilien-Vereins in Cöln am 11. Aug. 1873, in: CVO 1873 / 10, pp. 93-95
- Kurzgefaßte Choral-Gesanglehre für angehende Chorsänger, Organisten und Schullehrer, Lintz, 1873. 95 p.
- Jahresbericht des Diöcesan-Cäcilien-Vereins Culm pro 1875 erstattet von dem Diöcesan-Präses, CVO 1876 / 06, pp. 53 - 54
- Wegweiser, Selbstverl., 1901. 49 p.